# Peruanische Fußballnationalmannschaft (U-17-Junioren)
Die peruanische U-17-Fußballnationalmannschaft ist eine Auswahlmannschaft peruanischer Fußballspieler. Sie unterliegt der Federación Peruana de Fútbol und repräsentiert sie international auf U-17-Ebene, etwa in Freundschaftsspielen gegen die Auswahlmannschaften anderer nationaler Verbände, bei U-17-Südamerikameisterschaft und U-17-Weltmeisterschaften.
Die Mannschaft qualifizierte sich bislang zweimal für die Weltmeisterschaft. Nachdem sie 2005 im eigenen Land bereits in der Vorrunde ausgeschieden war, erreichte sie 2007 das Viertelfinale, welches sie gegen Ghana verlor.
Ihr bestes Ergebnis bei Südamerikameisterschaften war der vierte Platz 2007. 2013 erreichte sie den sechsten Platz.

## Teilnahme an U-17-Weltmeisterschaften
(Bis 1989 U-16-Weltmeisterschaft)
| 1985 | nicht qualifiziert |
| 1987 | nicht qualifiziert |
| 1989 | nicht qualifiziert |
| 1991 | nicht qualifiziert |
| 1993 | nicht qualifiziert |
| 1995 | nicht qualifiziert |
| 1997 | nicht qualifiziert |
| 1999 | nicht qualifiziert |
| 2001 | nicht qualifiziert |
| 2003 | nicht qualifiziert |
| 2005 | Vorrunde           |
| 2007 | Viertelfinale      |
| 2009 | nicht qualifiziert |
| 2011 | nicht qualifiziert |
| 2013 | nicht qualifiziert |
| 2015 | nicht qualifiziert |
| 2017 | nicht qualifiziert |
| 2019 | nicht qualifiziert |
| 2023 | nicht qualifiziert |

## Teilnahme an U-17-Südamerikameisterschaft
(Bis 1988 U-16-Südamerikameisterschaft)
| 1985 | 7. Platz |
| 1986 | Vorrunde |
| 1988 | Vorrunde |
| 1991 | Vorrunde |
| 1993 | Vorrunde |
| 1995 | Vorrunde |
| 1997 | Vorrunde |
| 1999 | Vorrunde |
| 2001 | Vorrunde |
| 2003 | Vorrunde |
| 2005 | Vorrunde |
| 2007 | 4. Platz |
| 2009 | Vorrunde |
| 2011 | Vorrunde |
| 2013 | 6. Platz |
| 2015 | Vorrunde |
| 2017 | Vorrunde |
| 2019 | 5. Platz |
| 2023 | Vorrunde |